# 1953 في كندا
فيما يلي قوائم الأحداث التي وقعت خلال عام 1953 في كندا.

## سياسة

### تعيين في المنصب
- 1 يناير – ألكسيس كارون Mayor of Hull  [لغات أخرى]‏.
- 25 مايو – جون والتر جونز عضو مجلس الشيوخ الكندي ‏.
- 12 يونيو – ويليام روس ماكدونالد عضو مجلس الشيوخ الكندي ‏.

### انتهاء فترة المنصب
- 11 يونيو – ويليام روس ماكدونالد رئيس مجلس العموم الكندي [الإنجليزية]‏.

## مواليد

### يناير
- 1 يناير – أليسون كلاي
- 1 يناير – أليكس زهرة
- 1 يناير – أندرو بيتر سياسي كندي.
- 1 يناير – أندريه لابيرج
- 1 يناير – إلدون غارنت فنان كندي.
- 1 يناير – إلين ديفيد ممثلة كندية.
- 1 يناير – باربرا وليامز ممثلة كندية.
- 1 يناير – برايان كيني سياسي كندي.
- 1 يناير – بروس فيتش سياسي كندي.
- 1 يناير – بيفيرلي إليوت ممثلة كندية.
- 1 يناير – تييري عمار موسيقي كندي.
- 1 يناير – جاك ماكدوغال سياسي كندي.
- 1 يناير – جانيت جونز فنانة كندية.
- 1 يناير – جوان تود
- 1 يناير – جوديث كوان
- 1 يناير – جيسيكا كاميرون مخرجة أفلام كندية.
- 1 يناير – جيمس براندر عالم اقتصاد كندي.
- 1 يناير – داريل إل. بوك
- 1 يناير – دانيال شاربونو مقدمة برامج إذاعية كندية.
- 1 يناير – دوغ كوري سياسي كندي.
- 1 يناير – راي جونسون رسامة كندية.
- 1 يناير – روبرت ميتشيل سياسي كندي.
- 1 يناير – روبرت هندرسون سياسي كندي.
- 1 يناير – روس وايزمان سياسي كندي.
- 1 يناير – ريك مايلز سياسي كندي.
- 1 يناير – سالي كلارك روائية كندية.
- 1 يناير – فرانك كولمان سياسي كندي.
- 1 يناير – كاثي شو لاعبة كرلنغ كندية.
- 1 يناير – كارين لوبلانك ممثلة كندية.
- 1 يناير – كريستينا كاميرون كاتبة كندية.
- 1 يناير – كيري كيني ممثلة كندية.
- 1 يناير – كيم روبرتس ممثلة أمريكية.
- 1 يناير – لوك بيرثولد سياسي كندي.
- 1 يناير – ليز روي ممثلة كندية.
- 1 يناير – ليلي فروست مغنية كندية.
- 1 يناير – ليلي كوان
- 1 يناير – مالكوم رووي
- 1 يناير – ميخائيل رووي ممثل كندي.
- 1 يناير – ميل نورتن سياسي كندي.
- 1 يناير – نيل أفليك
- 1 يناير – هارفي روزين سياسي كندي.
- 1 يناير – ويس شيريدان سياسي كندي.
- 2 يناير – جيمي جونز لاعب هوكي جليد من الولايات المتحدة الأمريكية.
- 12 يناير – ماري هارون مخرجة أفلام كندية.
- 15 يناير – راندي هولت لاعب هوكي جليد كندي.
- 17 يناير – باري كينيدي لاعب خماسي حديث كندي.
- 17 يناير – جيرارد غيبونز لاعب هوكي جليد كندي.
- 18 يناير – موراي سكوت سياسي كندي.
- 19 يناير – لاري غوديناف لاعب هوكي جليد كندي.
- 29 يناير – بيير جاكوب سياسي كندي.
- 30 يناير – شيريل هوارد
- 31 يناير – راسيل وليامز سياسي كندي.

### فبراير
- 5 فبراير – اريك روبنسون سياسي كندي.
- 8 فبراير – أرت بيرجمان موسيقي كندي.
- 8 فبراير – كيلي برات لاعب هوكي جليد كندي.
- 11 فبراير – برايان ديك
- 12 فبراير – روي فوربس مغني كندي.
- 14 فبراير – فيل كارمين موسيقي سويسري.
- 16 فبراير – أندريه سانت لوران لاعب هوكي جليد كندي.
- 16 فبراير – دارسي روتا لاعب هوكي جليد كندي.
- 18 فبراير – روبي باشمان موسيقي كندي.
- 20 فبراير – ديف تايلور موسيقي كندي.
- 20 فبراير – غيتان دوغا مضيف طيران كندي.
- 24 فبراير – دون كاتس لاعب هوكي جليد كندي.
- 28 فبراير – تيموثي باش سبّاح كندي.

### مارس
- 2 مارس – يان لويد مصور أسترالي.
- 10 مارس – بول هاغيس
- 10 مارس – ديبي بريل منافِسة أوليمبية كندية.
- 11 مارس – تشاك جاكسون مغني كندي.
- 13 مارس – باول مكينتوش لاعب هوكي جليد من الولايات المتحدة الأمريكية.
- 13 مارس – ستيفاني برتو عداءة سرعة كندية.
- 13 مارس – مارك فيشر كاتب كندي.
- 15 مارس – بلير ستيوارت لاعب هوكي جليد كندي.
- 23 مارس – ديبي ووكر
- 24 مارس – بيل لاينغ لاعب هوكي جليد كندي.
- 31 مارس – غورد لان لاعب هوكي جليد كندي.

### أبريل
- 2 أبريل – إليزابيث هانا ممثلة كندية.
- 4 أبريل – بليك دنلوب لاعب هوكي جليد كندي.
- 4 أبريل – جيف جاك لاعب هوكي جليد كندي.
- 4 أبريل – روبرت برتراند سياسي كندي.
- 10 أبريل – جون روجرز لاعب هوكي جليد كندي.
- 17 أبريل – روبي نيل لاعب هوكي جليد كندي.
- 18 أبريل – أل سيمز لاعب هوكي جليد كندي.
- 18 أبريل – ريك مورانيس
- 18 أبريل – فرانك روشون لاعب هوكي جليد كندي.
- 21 أبريل – أندي ميتشيل سياسي كندي.
- 21 أبريل – ريج توماس لاعب هوكي جليد كندي.
- 27 أبريل – بروس روبرتسون سبّاح كندي.
- 28 أبريل – توم رايت
- 28 أبريل – لويد فيربانكس

### مايو
- 3 مايو – بوب ديلي لاعب هوكي جليد كندي.
- 3 مايو – روب جوستين مغني ومؤلف كندي.
- 6 مايو – ميشيل كورشين سياسية كندية.
- 7 مايو – تيري ريتشاردسون لاعب هوكي جليد كندي.
- 7 مايو – رون كينيدي لاعب هوكي جليد كندي.
- 9 مايو – بروس كريغ لاعب هوكي جليد كندي.
- 13 مايو – مارك بلوين متسابق دراجات كندي.
- 14 مايو – توم كوكرين
- 19 مايو – آن أيرلند كاتبة كندية.
- 21 مايو – كاثلين وين سياسية كندية.
- 24 مايو – ألان غوردون بيل ملحن كندي.
- 24 مايو – دان هينتون لاعب هوكي جليد كندي.
- 24 مايو – راسيل ووكر لاعب هوكي جليد كندي.
- 25 مايو – لوري براون صحفية كندية.
- 27 مايو – بوب نيكلسون
- 28 مايو – بيير غوثير
- 30 مايو – جون أوزوالد ملحن كندي.
- 30 مايو – جيم هنتر متزحلق جبال الألب كندي.

### يونيو
- 5 يونيو – إد همفريز لاعب هوكي جليد كندي.
- 9 يونيو – دينيسي تشونغ عالمة اقتصاد كندية.
- 9 يونيو – رون وايت ممثل كندي.
- 10 يونيو – كريستين سانت بيير سياسية كندية.
- 12 يونيو – غاري فارمر ممثل كندي.
- 12 يونيو – مايكل دونوفان ممثل كندي.
- 17 يونيو – بيف كاميرون
- 28 يونيو – إيفان كارلسون سياسي كندي.
- 30 يونيو – رون براق

### يوليو
- 1 يوليو – ديفيد ماكنالي
- 3 يوليو – ديف لويس لاعب هوكي جليد كندي.
- 10 يوليو – جون كاميرون بيل طبيب من المملكة المتحدة.
- 13 يوليو – روزماري دونسمور ممثلة كندية.
- 15 يوليو – جون فليش لاعب هوكي جليد كندي.
- 16 يوليو – برايان فراير لاعب كرة قدم أمريكي.
- 19 يوليو – مارتين ليفيت
- 26 يوليو – بيني بارك
- 29 يوليو – ميغيل فيغيروا سياسي كندي.

### أغسطس
- 5 أغسطس – رود لوف سياسي كندي.
- 10 أغسطس – كلود مورين سياسي كندي.
- 12 أغسطس – غريغ فوكس لاعب هوكي جليد كندي.
- 12 أغسطس – مايك كلارك لاعب هوكي جليد من الولايات المتحدة الأمريكية.
- 13 أغسطس – أندريه ديشان لاعب هوكي جليد كندي.
- 17 أغسطس – روبرت ثيرسك
- 21 أغسطس – توم كولي لاعب هوكي جليد كندي.
- 23 أغسطس – بوب بيلودو لاعب هوكي جليد كندي.
- 24 أغسطس – نورمان بارنز لاعب هوكي جليد كندي.
- 29 أغسطس – غريغوري هانلون مؤرخ كندي.

### سبتمبر
- 5 سبتمبر – كين مان لاعب هوكي جليد كندي.
- 9 سبتمبر – دي براسور
- 9 سبتمبر – ديف موراي متزحلق جبال الألب كندي.
- 15 سبتمبر – كين هوستون لاعب هوكي جليد كندي.
- 16 سبتمبر – نانسي هيوستن كاتبة كندية.
- 20 سبتمبر – جيف جونز موسيقي كندي.
- 20 سبتمبر – ديف تايلور سياسي كندي.
- 23 سبتمبر – كارين سترونج متسابقة دراجات كندية.
- 28 سبتمبر – دوغ جيبسون لاعب هوكي جليد كندي.

### أكتوبر
- 4 أكتوبر – جيل مور موسيقي كندي.
- 7 أكتوبر – ليندا غريفيثز
- 10 أكتوبر – روبرت ديسرواسير
- 12 أكتوبر – برايان ماسون سياسي كندي.
- 12 أكتوبر – دانيال لويس منتج أفلام كندي.
- 12 أكتوبر – غاري أير لاعب كرة قدم كندي.
- 15 أكتوبر – بيتسي كليفورد متزحلقة جبال الألب كندية.
- 18 أكتوبر – جيم كويل لاعب هوكي جليد كندي.
- 28 أكتوبر – بيير بويفن
- 29 أكتوبر – بيتر دونالدسون ممثل كندي.
- 30 أكتوبر – ستيف لوند رجل أعمال من الولايات المتحدة الأمريكية.

### نوفمبر
- 17 نوفمبر – بلير ماكدونالد لاعب هوكي جليد كندي.
- 18 نوفمبر – فرانس ديغل كاتبة كندية.
- 20 نوفمبر – روس سميث لاعب هوكي جليد كندي.
- 21 نوفمبر – لوك سير كهنوت كندي.
- 21 نوفمبر – ليندا مورابيتو عالمة فلك أمريكية.
- 24 نوفمبر – جوان وينزل
- 24 نوفمبر – جورج لايلي لاعب هوكي جليد كندي.
- 28 نوفمبر – جايلز سليد

### ديسمبر
- 4 ديسمبر – ريك ميدلتون لاعب هوكي جليد كندي.
- 12 ديسمبر – ريك لانغ
- 13 ديسمبر – ريتشارد جيبسون ملحن كندي.
- 18 ديسمبر – جيم ويست ملحن كندي.
- 22 ديسمبر – جاي برازياي ممثل كندي.
- 22 ديسمبر – جبريل غريغوار لاعب كرة قدم كندي.
- 23 ديسمبر – هولي دالي
- 27 ديسمبر – ستيفن دان موسيقي كندي.
- 30 ديسمبر – سكوت إيرفاين ملحن كندي.

## وفيات

### يناير
- 4 يناير – ستانلي تومسون (مواليد 1893) لاعب غولف كندي.
- 12 يناير – جاك أولريش (مواليد 1887)
- 20 يناير – بنجامين روبنز (مواليد 1857) سياسي نيوزيلندي.
- 23 يناير – تشارلز أوبري إيتون (مواليد 1868) سياسي أمريكي.

### فبراير
- 11 فبراير – إيرل كامبل (مواليد 1900) لاعب هوكي جليد كندي.
- 16 فبراير – جيمس إل. كرافت (مواليد 1874) رائد أعمال كندي.
- 24 فبراير – ثيودور جودريدج روبرتس (مواليد 1877) كاتب كندي.
- 28 فبراير – كونستانس صموئيل (مواليد 1908) متزلجة فنية كندية.

### مارس
- 4 مارس – توماس ستيفن كولين (مواليد 1868) طبيب توليد ونساء كندي.
- 12 مارس – ويليام روبرت كينغ (مواليد 1888) سياسي كندي.
- 12 مارس – ويليام سميث (مواليد 1877) لاعب رماية كندي.
- 18 مارس – فرد إس. كاميرون (مواليد 1886) منافِس أوليمبي كندي.

### أبريل
- 6 أبريل – تشارلي ساندز (مواليد 1911) لاعب هوكي جليد كندي.
- 25 أبريل – ويليام داف (مواليد 1872) سياسي كندي.

### مايو
- 4 مايو – ألبرت فيكتور واترس (مواليد 1896) سياسي كندي.
- 5 مايو – جيمي تومبكينز (مواليد 1870) قس كندي.
- 6 مايو – هاري سميث (مواليد 1883)
- 9 مايو – ويليام وايت (مواليد 1856) سياسي كندي.
- 11 مايو – جين أدير (مواليد 1873)
- 13 مايو – ألف بربور (مواليد 1891) لاعب هوكي جليد كندي.
- 22 مايو – آرثر بيرنير (مواليد 1886) لاعب هوكي جليد كندي.

### يونيو
- 29 يونيو – آرثر غوردون (مواليد 1896) سياسي كندي.

### أغسطس
- 21 أغسطس – ألف سميث (مواليد 1873)

### سبتمبر
- 3 سبتمبر – تشارلز كرو (مواليد 1867) لاعب رماية كندي.

### أكتوبر
- 6 أكتوبر – ويليام بورنس (مواليد 1875) لاعب لاكروس كندي.
- 20 أكتوبر – هاري كاميرون (مواليد 1890) لاعب هوكي جليد كندي.
- 21 أكتوبر – ويليام نيومان (مواليد 1873) سياسي كندي.
- 30 أكتوبر – أليس إيستوود (مواليد 1859) عالمة نباتات كندية أمريكية.

### نوفمبر
- 21 نوفمبر – مارتن جيمس مالوني (مواليد 1877) سياسي كندي.
- 23 نوفمبر – تشارلي ريد (مواليد 1892) لاعب هوكي جليد كندي.
- 29 نوفمبر – سام دي غراسي (مواليد 1875)

### ديسمبر
- 2 ديسمبر – جون دونكان ماكفي (مواليد 1894)
- 7 ديسمبر – هيلينا كولمان (مواليد 1860)
- 20 ديسمبر – كينغ أومالي (مواليد 1858) سياسي أسترالي.
- 24 ديسمبر – فرانك ويليام غرين (مواليد 1876) سياسي كندي.
- 26 ديسمبر – ديفيد ميلن (مواليد 1882)